# Бабицкий, Олег Геннадьевич
Олег Геннадьевич Бабицкий (6 января 1967) — советский и российский режиссёр театра и кино.

## Биография
Окончил Школу-студию МХАТ,  режиссёрский курс О. Н. Ефремова и Р. А. Сироты. Проходил стажировку в Нидерландах (1988) и Великобритании (1990). В 1991 году совместно с Р. А. Сиротой осуществил постановку спектакля в МХАТ имени Чехова «Тёмная комната» по пьесе Л. Петрушевской. В 1992 году по приглашению Романа Козака в Московском драматическом театре имени К. С. Станиславского поставил спектакль «Лысый брюнет» с Петром Мамоновым в главной роли, в 1994 году в том же театре спектакль «Полковнику никто не пишет» по роману Г. Маркеса.
Продюсер телевизионных проектов:
- «Партитуры не горят» — музыкальная программа (лауреат ТЭФИ-2003) — телеканал «Культура»,
- «Оркестровая яма» — ток-шоу о классической музыке (лауреат ТЭФИ-2004) — телеканал «Культура»,
- «Тем временем» — информационно-аналитическая программа (номинант ТЭФИ-2005) — телеканал «Культура»,
- «Магия кино» — информационно-аналитическая программа — телеканал «Культура»,
- «Ничего личного» — ток-шоу на темы культуры, общества — телеканал «Культура»,
- «Таланты и поклонники» — программа о выдающихся актерах театра и кино — телеканал «ТВ-Центр»,
- «Квартет И на РЕН-ТВ» — телевизионное шоу, REN-TV,
- «НЕюбилейные вечера» — развлекательная программа, REN-TV,
- «Фабрика памяти. Библиотеки мира» — документальный цикл.

Постановщик шоу:
- Церемония награждения за самые сомнительные достижения в шоу-бизнесе «Серебряная калоша» 1997, 1999, 2000 гг.
- Всемирная выставка «EXPO-98» (Лиссабон) — российский павильон.
- Международная телекоммуникационная выставка «Телеком-99» (Женева) — российский павильон.
- Международная телекоммуникационная выставка «Азия-Телеком-2001» (Гонконг) — российский павильон.
- Всемирная выставка «EXPO-2002» (Ганновер) — российский павильон.

## Театральные работы
| 1991 | Тёмная комната            | режиссёр-постановщик |
| 1992 | Лысый брюнет              | режиссёр-постановщик |
| 1994 | Полковнику никто не пишет | режиссёр-постановщик |

## Фильмография
| Год  | Название                                            | Работа              |
| ---- | --------------------------------------------------- | ------------------- |
| 2000 | Чёрная комната (киноальманах)                       | режиссёр            |
| 2000 | Траектория бабочки                                  | режиссёр            |
| 2001 | Театральный роман                                   | режиссёр            |
| 2003 | Дама в очках, с ружьём, в автомобиле Латвия, Россия | режиссёр            |
| 2012 | Тёмное царство                                      | режиссёр, сценарист |